# 장인수
장인수(1979년 9월 3일~)는 대한민국의 정치인이다. 제7·8대 오산시의원이다. 정당은 더불어민주당이다.

## 학력
- 성산초등학교 졸업
- 오산중학교 졸업
- 오산고등학교 졸업
- 용인대학교 학사·석사
- 성균관대학교 일반대학원 교육학 박사

## 경력
- 안민석 국회의원 비서관
- 2014년 7월 : 제7대 오산시의회 의원
- 2016년 7월 : 제7대 오산시의회 후반기 부의장
- 더불어민주당 전국청년위원회 부위원장
- 더불어민주당 전국청년위원회 수석부대변인
- 더불어민주당 경기도당 청년위원회 부위원장
- 민주평화통일자문회의 자문위원
- 제19대 대선 문재인 대통령후보 중앙선대위 부대변인
- 제19대 대선 문재인 대통령후보 중앙선대위 광역/기초의원 위원장
- 제19대 대선 문재인 대통령후보 중앙선대위 청년조직본부장
- 2018년 7월 : 제8대 오산시의회 시의원
- 2018년 7월 : 제8대 오산시의회 전반기 의장
- 2020년 7월 : 제8대 오산시의회 후반기 의장

## 수상
- 더불어민주당 1급 포상
- 2016년 : 경기도 시군의회의장협의회 의정활동 우수의원
- 2018년 : 전국시군자치구의회의장협의회장지방의정봉사상
- 2018년 : 제8회 경기언론인연합회 의정대상
- 2019년 : 2019 대한민국 파워리더 대상

## 역대 선거 결과
|  | 29.97% |

|  | 30.89% |

|  | 47.45% |